# Vavřinec Krasonický
Vavřinec Krasonický, též Vavřinec z Krasonic (asi 1460, Krasonice – 25. leden 1532, Litomyšl) byl český učenec a duchovní, člen užší rady Jednoty bratrské.

## Život
Pocházel z rodu zemanů. Byl vychován v duchu utrakvismu, možná byl i vysvěcen na kněze. Studoval na pražské univerzitě, kde roku 1479 získal titul bakaláře. Pravděpodobně roku 1482 přestoupil od utrakvistů k Jednotě bratrské. Roku 1494 se stal členem její užší rady. O rok později byl jmenován duchovním správcem bratského sboru v Litomyšli, Litomyšl se v té době pod jeho vedením stala hlavním sídlem Jednoty vedle Mladé Boleslavi. Ve sporu uvnitř Jednoty bratrské o to, zda víře prospívá vzdělanost, se (spolu s Janem Blahoslavem a dalšími) postavil na stranu vzdělání (zejm. v traktátu O učených). Roku 1503 sepsal též rozsáhlou obrannou Apologii proti zákazu jednoty Vladislavem Jagellonským. Zúčastnil se též mnoha dobových polemik, zejména s luterány a zwingliány (Psaní proti víře administrátora a mistrův pražských, Psaní výstražné, Obrana Bratří proti tomu, žeby nechtěli novokřtěnce přijímati, Habrovanským o kusé víře). V katolických kruzích byl znám jako Lorek.